# Ataco (ort)
Ataco är en ort i Colombia.   Den ligger i departementet Tolima, i den centrala delen av landet, 180 km sydväst om huvudstaden Bogotá. Ataco ligger 453 meter över havet och antalet invånare är 4 105.
Terrängen runt Ataco är huvudsakligen kuperad. Ataco ligger nere i en dal. Runt Ataco är det ganska glesbefolkat, med 24 invånare per kvadratkilometer. Närmaste större samhälle är Chaparral, 18,4 km nordväst om Ataco. Omgivningarna runt Ataco är en mosaik av jordbruksmark och naturlig växtlighet.